# Анохин, Генрих Иосифович
Ге́нрих Ио́сифович Ано́хин (17 января 1925, Ейск, Краснодарский край — 28 марта 2006, Москва) — российский географ, путешественник, альпинист, кандидат исторических наук, автор историко-географических трудов.

## Биография
Генрих Анохин — уроженец Ейска, ейчанин в пятом поколении. Сын Иосифа Афанасьевича Анохина (1894—1938) и Клавдии Степановны Анохиной (1904—1992). Иосиф Афанасьевич — потомок запорожского казака Никиты Анохи, штабс-капитан Русской армии, в дальнейшем — командир батальона Красной армии. По воспоминаниям Генриха, Иосиф Афанасьевич организовал в Ейске самодеятельный театр «Местран», где «ставились пьесы наподобие „Белой гвардии“ Булгакова». С 1929 года Анохины проживали в Таганроге, туда же переехал и «Местран». В 1938 году комбат Иосиф Анохин был расстрелян как «враг народа».
В начале войны с Германией Генрих Анохин заканчивал Таганрогскую среднюю школу № 15. В первые дни оккупации города Анохин 16-летним подростком вступил в антифашистскую подпольную группу. С 23 февраля 1942 года использовал в качестве «крыши» учёбу в основанном немецкими оккупантами Институте Руководителей сельского хозяйства. В зимних выходах по 27 км в декабре 1942 — феврале 1943 годов из Учебного хозяйства Золотая Коса в Таганрог и обратно переодевался в городе в униформу унтер-офицера Вермахта и похищал оружие для подпольщиков. В 1943 году группа была раскрыта, а большинство её активистов расстреляно. Оставшиеся под руководством Анохина продолжали активно участвовать в подпольной борьбе. Сам Анохин, обучаясь в Институте руководителей сельского хозяйства, в период с 23 февраля 1942 по февраль 1943 года переодевался в немецкую форму и совершал многокилометровые переходы для доставки оружия для подполья, в итоге получив долго не заживавшие обморожения рук, лица и обеих ног. От гангрены Генриха спас секретный германский препарат, втайне подаренный ему шефом Учхоза — немецким офицером, этническим поляком Францем Дембинским.
В эти же годы состоялось его знакомство с неким «старым графом», проживавшим в Таганроге под чужим именем. Граф благосклонно отнёсся к любознательному юноше — и предоставил в его распоряжение свою личную библиотеку.
При освобождении Таганрога 30 августа 1943 года возглавляемая Анохиным группа подпольщиков захватила немецкую комендатуру и уничтожила не успевших бежать с оккупантами полицаев. 3 сентября 1943 года Анохин был призван в Красную Армию и направлен командиром отделения роты автоматчиков в 144-й гвардейский полк 49-й стрелковой дивизии. Был комсоргом роты, участвовал в боевых операциях Южного и 4-го Украинского фронтов. Был ранен и дважды контужен. Будучи комсоргом батальона 369-го запасного полка 26-й запасной стрелковой бригады Северо-Кавказского военного округа, работал корреспондентом бригадной и окружной газет. 27 августа 1944 года Анохин был неожиданно арестован органами «Смерш» и направлен на государственную проверку-фильтрацию, где заключенных «допрашивали ночи напролет, держали на каменном полу подвала, били — в том числе прикладами, порой имитировали расстрел». Затем работал под конвоем в угольной шахте. Освобождён 5 июля 1945 года. Пережитое оставило глубокую моральную травму. Медкомиссией Анохин был признан негодным к умственному и физическому труду. С декабря 1945 года находился в Кисловодске, проходил курс лечения в Васильковской лечебно-трудовой колонии, лежал в психических клиниках в Игрени и Запорожье, получил инвалидность.
В 1947 году завоевал титул чемпиона Днепропетровска по боксу, а в 1948 году с отличием экстерном окончил украинскую школу инструкторов альпинизма. В 1950 году с отличием окончил исторический факультет Днепропетровского государственного университета. Но его работе в высших учебных заведениях препятствовало клеймо «сын врага народа». С 1 июня по 20 сентября 1952 года был начальником учебной части и командиром отрядов в трех сменах альпинистско-горнотуристкого лагеря «Базардюзю» ЦС ДСО «Искра» в Дагестане. В августе 1952 года Анохин совершил ночное восхождение на гору Базардюзю. В сентябре 1952 г. впервые в истории поднялся по ледовой стене Базардюзю. В 1950-х годах преподавал в запорожских школах (34-й, 30-й), его считают фактическим основателем туризма в Запорожской области — в плавнях Великого Луга.
В 1954 году экстерном сдал экзамены в Днепропетровском техникуме физической культуры (скрыв, очевидно, наличие вузовского диплома) и остался преподавать лично им разработанный курс «Альпинизм — скалолазание — туризм». На первом чемпионате СССР по скалолазанию, проходившем в Крыму, занял седьмое место. Как альпинист совершил более 400 восхождений на вершины Большого и Малого Кавказа, Крыма, Карпат, Кольского полуострова, Тянь-Шаня. В 1960 году стал мастером спорта СССР по туризму. Организовал для студентов техникума экскурсию в Днепровские плавни. Был руководителем сборной команды туристов Днепропетровска в лыжной экспедиции высшей категории трудности траверсом Ветреного Пояса в Архангельской области.
Наряду с деятельностью в сфере физического развития и воспитания молодежи Генрих Иосифович много лет активно занимался научной работой и самообразованием. Так, с 1957 по 1961 год Генрих Анохин учился в аспирантуре Института этнографии Академии СССР со специализацией по скандинавским народам. Самостоятельно изучив норвежский, датский, шведский, исландский и фарерский языки, в 1966 году Генрих Иосифович стал кандидатом исторических наук. В 1961-99 годах состоял младшим, а затем — старшим научным сотрудником Института этнографии Академии наук СССР, был ученым секретарем по этнографическим выставкам Президиума АН СССР (2.05.1961 — 28.02.1990 г.г.).
Анохин — автор десятка книг и монографий, более 500 публикаций в газетах и журналах. Написал единственную в России монографию о норманнах-фарерцах. Выдвинул оригинальную гипотезу происхождения государства на Руси (Рюрик — солевар из Руссы), которая была критически воспринята специалистами. Был другом Тура Хейердала, организовал первый визит Хейердала в СССР (апрель 1962 года). В дальнейшем неоднократно сопровождал его в поездках по СССР, написал книгу «Крутые маршруты Тура Хейердала».

В 1965 году увидела свет книга норвежского исследователя Хельге Ингстада, «Западная дорога в Винланд». 
Ингстадовскую локализацию Винланда деятельно поддержал учёный секретарь по этнографическим выставкам Президиума АН СССР, кандидат исторических наук Генрих Иосифович Анохин (1925—2006). В 1969 году ленинградский Гидрометеоиздат выпускает русский перевод «Западной дороги в Винланд», под видоизменённым названием, «По следам Лейва Счастливого», в очень плохом полиграфическом исполнении, но зато снабжённый весьма содержательными предисловием и комментариями Г. И. Анохина.
В 1968 году команда альпинистов под руководством Анохина прошла по Главному Кавказскому хребту через 58 вершин.
Был руководителем научной экспедиции, мотивированной разработками по гибридизации европейского и амурского винограда А. И. Потапенко и Я. И. Потапенко и организованной на базе Всероссийского Института виноградарства и виноделия «В тайгу за диким виноградом на Сихотэ-Алине» (15 сентября — 5 октября 1971 года).
В августе 1975 г. Анохин совершил путешествие по Восточным Саянам.

Исследовал обстоятельства похода древних русов на закавказскую крепость Бердаа (943—944 гг.), о котором известно лишь из арабских источников. 
В 1975-79 гг. мне удались особые поиски: промоделировал тайные маршруты русов на Северном Кавказе в сезон бифуркации через Ергени. В Закавказье прошёл 3 из 4-х возможных перевала на Черноморско-Каспийском водоразделе...
 — вспоминал Анохин.
В 1989 году Фарерская академия прислала Анохину приглашение на её годовое собрание. По причине безденежья он поехать не смог. В 1990 году — опять приглашение. И опять он не смог поехать. И тогда Академия наук Фарерии заочно избрала Г. И. Анохина своим академиком. И лишь осенью 1991 года он отправился во вторую поездку на Фареры: как действительный член Фарерской АН и при её материальной поддержке.
Анохин участвовал в Параде 55-летия Победы в Великой Отечественной войне 1941—1945 годов на Красной площади в Москве 9 мая 2000 года.

## Награды и звания
Награждён орденом Отечественной войны второй степени и 16-ю медалями.
Действительный член Географического общества Академии наук СССР (14 июня 1964 года). Член Союза журналистов СССР и Союза журналистов Москвы (декабрь 1964 года). Действительный член Академии наук Фарерии (1990 г.). Член-корреспондент негосударственной «Международной академии интеграции науки и бизнеса» (1999 год). Заслуженный путешественник России (12 января 2000 года). Член Русского исторического общества (27 апреля 2001 года).
Почётный гражданин города Ейска (1998).

## Труды

### Книги
- Анохин Г. И. Восточный Кавказ / Фото автора, К. Ахмедханова и А. Вознюка. — М.: Физкультура и спорт, 1978. — 184 с. — (По родным просторам). — 50 000 экз. (Большой Кавказ)
- Анохин Г. И. Малый Кавказ. — М.: Физкультура и спорт, 1981. — 192 с. — (По родным просторам). — 50 000 экз. (обл.) (Малый Кавказ)
- Анохин Г. И. На островах дождей. — М.: Мысль, 1966.
- Анохин Г. И. Общинные традиции норвежского крестьянства. — М.: «Наука», 1971.
- Анохин Г. И. (в соавторстве с Т. Д. Златковской и С. А. Токаревым) Современные этнонациональные процессы в странах Западной Европы. — М.: «Наука», 1981.
- Анохин Г. И. Крутые маршруты Тура Хейердала. — М.: ИКАР, 2007. — 218 с.: ил. — ISBN 5-7974-0000-0.

### Статьи
- Анохин Г. И. Датчане // Народы зарубежной Европы. — М., 1965. — Т. 2.
- Анохин Г. И. Изменения в духовной культуре саамов в СССР // Скандинавский сборник. — Таллин, 1962. — Вып. V.
- Анохин Г. И. Исторические судьбы Исландии // Вопросы истории. — 2002. — № 7. — С. 151—160.
- Анохин Г. И. К историографии норвежской соседской общины // Советская этнография. — 1963. — № 6.
- Анохин Г. И. К историографии норвежской соседской общины // География зарубежной Европы. — 1964. — № 8.
- Анохин Г. И. К проблемам формирования фарерского народа и возникновения на Фарерах национально-освободительного движения // Этнические процессы в странах Зарубежной Европы / Академия наук СССР, Институт этнографии им. Н. Н. Миклухо-Маклая. — М.: Наука, 1970.
- Анохин Г. И. О материальной культуре фарерцев // Советская этнография. — 1964. — № 6.
- Анохин Г. И. О Туре Хейердале и его первой книге // Тур Хейердал. В поисках рая. — М., 1964.
- Анохин Г. И. Общинные традиции норвежского крестьянства // Скандинавский сборник. — Таллин, 1964. — Вып. VIII.
- Анохин Г. И. Первый полет к Северному полюсу на воздушном шаре[19] // Вопросы истории. — 2004. — № 3.
- Анохин Г. И. Современная семья у саамов Кольского полуострова // Скандинавский сборник. — Таллин, 1963. — Вып. VII.
- Анохин Г. И. Социалистические преобразования в материальной культуре саамов (по материалам колхоза «Тундра») // Краткие сообщения Института этнографии АН СССР. — 1961. — Вып. 36.
- Анохин Г. И. Тайные маршруты русов // Мир путешествий. — 1996. — № 4.
- Анохин Г. И. Тур Хейердал // Скандинавский сборник. — Таллин, 1964. — Вып. VIII.
- Анохин Г. И. Фарерцы. Историко-этнографический очерк // Скандинавский сборник. — Таллин, 1965. — Вып. X.
- Анохин Г. И. Фарерцы. Некоторые материалы по истории и традиционным хозяйственным занятиям фарерцев // Советская этнография. — 1963. — № 3.
- Анохин Г. И. К этнической истории гренландских норманнов // Романия и Барбария. К этнической истории народов зарубежной Европы: Сб. / Под ред. С. А. Арутюнова и др. — М.: Наука, 1989. — С. 164—194.
- Анохин Г. И. Рюрик — солевар из Русы // Человек. — 1994. — Вып. 4. — С. 77—92.
- Анохин Г. И. Новая гипотеза о происхождении государственности на Руси // Вопросы истории. — 2000. — № 3. — С. 51–61.